# Villacher Straße
Die Villacher Straße/Tiroler Straße (B 86) ist eine Landesstraße im Westen der österreichischen Stadt Villach. Sie stellt unter Umgehung des Stadtzentrums eine direkte Verbindung der Süd Autobahn (A 2) im Süden und der Tauern Autobahn (A 10) im Norden der Stadt her. Die Villacher Straße hat eine Länge von 6,5 km.

## Geschichte
Die Villacher Straße gehört seit dem 1. Oktober 1972 zum Netz der Bundesstraßen in Österreich.